# فرد لویچتر
فرد لویچتر (انگلیسی: Fred A. Leuchter) یک متخصص وسائل اعدام و یک انکارکننده هولوکاست آمریکایی است. لویچتر در زمانی که برای دفاع از انکارکننده هولوکاست معروف به نام ارنست زوندل در دادگاه حاضر شد شهرت جهانی یافت. معمولاً گزارش او به عنوان دلیل علمی رد هولوکاست توسط انکارکنندگان هولوکاست در نظر گرفته می‌شود؛ ولیکن افرادی مانند ارول موریس مقالاتی در رد گزارش او نوشته‌اند.

## زندگی‌نامه
لویچتر مدرک کارشناسی خود را از دانشگاه بوستون در سال ۱۹۶۴ دریافت کرد. او دوره بعد از کارشناسی را در دانشگاه هاروارد گذراند. او دارای مدرک تخصصی مهندسی نیست با اینکه بیشتر عمر خود را به امور مهندسی گذرانده است.
لویچتر شرکت فرد لویچتر را تأسیس کرد که به کمک آن به ایالات مختلف دستگاه‌های اعدام می‌فروخت و به آن‌ها نظارت می‌کرد. او ابتدا کار خود را با صندلیهای برقی شروع کرد. او معتقد بود که کار او انساندوستانه است زیرا زجر متهمان را کم می‌کند. او چندین دستگاه اعدام به کمک تزریق به ایالتهای مختلف فروخت.

## دادگاه زوندل
در سال ۱۹۸۸ او توسط ارنست زوندل استخدام شد که در آن زمان در کانادا به جرم انکار هولوکاست دادگاهی بود. او حاضر شد به عنوان متخصص در دادگاه شهادت دهد و مبلغ ۳۰۰۰۰ دلار دریافت کند. لویچتر به آشویتز سفر کرد و از محل بازدید کرده و با افراد آن مصاحبه نمود. او در گزارش خود نتیجه گرفت که این محل نمی‌تواند به عنوان اتاق گاز مورد استفاده قرار گرفته باشد. او نتایج کار خود را در گزارشی به نام گزارش لویچتر منتشر کرد. دادگاه از او درخواست کرد که در دادگاه حاضر شده و شهادت دهد که او اینکار را انجام داد. گزارش او در بین انکارکنندگان هولوکاست بسیار پرطرفدار بود و به بسیاری زبان‌ها ترجمه شد. در سال ۱۹۸۸ او به چندین اتاق گاز سر زد و نمونه‌هایی از دیوار آنجا بدون هماهنگی با مسئولین آن تهیه کرد. تمامی اعمال او توسط یک فیلمبردار همراه او ضبط شده بود. او نمونه‌ها را به بوستون آورد و به آزمایشگاه آلفا آنالیتیکال که یک آزمایشگاه شیمیایی بود داد و از آن‌ها درخواست کرد که آن را آزمایش کند.
او در گزارش خود نوشت که تمامی نمونه‌ها یا منفی بودند یا نزدیک به مرز شناسایی بودند. او نوشت که این مقایسه در مقایسه با نمونه‌های کنترل نشان می‌دهد که این اتاق‌ها هیچگاه به عنوان اتاق گاز مورد استفاده قرار نگرفته بودند. مقدار بسیار کم زیکلون بی نشان می‌دهد که این اتاق‌ها در زمانی با زیکلون بی ضدعفونی شدند که این امر در مورد تمامی اتاقهای اردوگاه‌ها صادق است.
مدیر آزمایشگاه جیمز روث در دادگاه شهادت داد. او تنها در دادگاه متوجه شد که نمونه‌ها مربوط به کجا بودند. روث گفت که او نمی‌دانسته است که نمونه‌ها مربوط به اتاق گاز است و در این صورت او باید تنها لایه رویی نمونه را آزمایش می‌کرد. در حالی که او تمامی نمونه را آزمایش کرده بود. مخالفان لویچتر اعتقاد دارند که او از این محل ۵۰ سال بعد از جنگ جهانی دوم بازدید کرده‌است و احتمال یافتن هرگونه آثار در نمونه‌ها بسیار کم است.
بیشتر نتیجه‌گیری لویچتر بر اساس مقایسه او بین اتاقهای گاز و اتاقهای ضد عفونی که در آن نیز از زیکلون بی استفاده می‌شد است. روش او نمونه‌هایی با درصد بالای زیکلون بی از اتاقهای ضد عفونی بدست آورد حال آنکه این نتیجه در مورد اتاقهای گاز منفی بود؛ ولیکن نتایج او بر پایه این فرضیه هستند که مقدار زیکلون بی‌مورد نیاز برای کشتن یک انسان بسیار زیاد است.

## بعد از دادگاه
گروه‌های یهودی به شدت نسبت به گزارش لویچتر اعتراض کردند. تظاهراتی بیرون از دادگاه تشکیل شد و خانه لویچتر در ماساچوست نیز مورد تظاهرات قرار گرفت؛ ولیکن با این وجود لویچتر تا سال ۱۹۹۰ فعال بود که در این زمان به دلیل عدم داشتن مدرک مهندسی رد شد. بعد از محاکمه زوندل لویچتر شروع به ایراد سخنرانی در مجامع انکارکننده هولوکاست دست زد.
در سال ۱۹۹۰ ایالت ماساچوست از لویچتر به خاطر ادعای مهندس بودن بدون مدرک مهندسی شکایت کرد. بیشتر قراردادهای شرکت فرد لویچتر لغو شد و او به خاطر فروش دستگاه‌های اعدام بدون اجازه کارشناسی مجازات گردید. در این زمان همسر او نیز از وی جدا شد. بیشتر ایالتها قرارداد خود را با او لغو کردند. در سال ۱۹۹۱ لویچتر در انگلستان دستگیر شد و از این کشور اخراج گردید. او برای همیشه از این کشور ممنوع گردید و اجازه رفت‌وآمد به آن را ندارد. لویچتر می‌گوید که مسئولین سفارت آمریکا در انگلستان به او عمداً کمک نکردند. لویچتر مشکلات به وجود آمده برای خود را به یک توطئه بین‌المللی یهودی نسبت می‌دهد.
بعدها لویچتر مجبور به تغییر شغل شد و در یک شرکت تلفون شروع به کار کرد.